# Список астероїдів (4901—5000)
| Назва                               | Тимчасове позначення | Дата відкриття    | Місце відкриття                     | Відкривач                                              |
| ----------------------------------- | -------------------- | ----------------- | ----------------------------------- | ------------------------------------------------------ |
| (4901) 1988 VJ                      | 1988 VJ              | 3 листопада 1988  | Обсерваторія Йорії                  | Масару Араї, Хіроші Морі                               |
| 4902 Thessandrus                    | 1989 AN2             | 9 січня 1989      | Паломарська обсерваторія            | Керолін Шумейкер                                       |
| 4903 Ітікава (Ichikawa)             | 1989 UD              | 20 жовтня 1989    | Обсерваторія Кані                   | Йосікане Мідзуно, Тошімата Фурута                      |
| 4904 Макіо (Makio)                  | 1989 WZ              | 21 листопада 1989 | Обсерваторія Кані                   | Йосікане Мідзуно, Тошімата Фурута                      |
| 4905 Хіромі (Hiromi)                | 1991 JM1             | 15 травня 1991    | Обсерваторія Кітамі                 | Ацусі Такагасі, Кадзуро Ватанабе                       |
| 4906 Сенеферу (Seneferu)            | 2533 P-L             | 24 вересня 1960   | Паломарська обсерваторія            | К. Й. ван Гаутен, І. ван Гаутен-Ґроневельд, Т. Герельс |
| 4907 Зосер (Zoser)                  | 7618 P-L             | 17 жовтня 1960    | Паломарська обсерваторія            | К. Й. ван Гаутен, І. ван Гаутен-Ґроневельд, Т. Герельс |
| 4908 Ворд (Ward)                    | 1933 SD              | 17 вересня 1933   | Королівська обсерваторія Бельгії    | Фернан Ріґо                                            |
| 4909 Куто (Couteau)                 | 1949 SA1             | 28 вересня 1949   | Обсерваторія Ніцци                  | Марґеріт Ложьє                                         |
| 4910 Kawasato                       | 1953 PR              | 11 серпня 1953    | Обсерваторія Гейдельберг-Кеніґштуль | К. В. Райнмут                                          |
| 4911 Розенцвейґ (Rosenzweig)        | 1953 UD              | 16 жовтня 1953    | Обсерваторія Ґете Лінка             | Університет Індіани                                    |
| 4912 Емілгорі (Emilhaury)           | 1953 VX1             | 11 листопада 1953 | Обсерваторія Ґете Лінка             | Університет Індіани                                    |
| 4913 Вансюань (Wangxuan)            | 1965 SO              | 20 вересня 1965   | Обсерваторія Цзицзіньшань           | Обсерваторія Червона Гора                              |
| 4914 Пардіна (Pardina)              | 1969 GD              | 9 квітня 1969     | Астрономічний комплекс Ель-Леонсіто | Обсерваторія Фелікса Аґілара                           |
| 4915 Солженіцин (Solzhenitsyn)      | 1969 TJ2             | 8 жовтня 1969     | КрАО                                | Черних Людмила Іванівна                                |
| 4916 Брумберґ (Brumberg)            | 1970 PS              | 10 серпня 1970    | КрАО                                | КрАО                                                   |
| 4917 Юрільвовія (Yurilvovia)        | 1973 SC6             | 28 вересня 1973   | КрАО                                | КрАО                                                   |
| 4918 Ростропович (Rostropovich)     | 1974 QU1             | 24 серпня 1974    | КрАО                                | Черних Людмила Іванівна                                |
| 4919 Вишневська (Vishnevskaya)      | 1974 SR1             | 19 вересня 1974   | КрАО                                | Черних Людмила Іванівна                                |
| 4920 Громов (Gromov)                | 1978 PY2             | 8 серпня 1978     | КрАО                                | Черних Микола Степанович                               |
| 4921 Волонте (Volonte)              | 1980 SJ              | 29 вересня 1980   | Обсерваторія Клеть                  | Зденька Ваврова                                        |
| 4922 Лєшин (Leshin)                 | 1981 EH4             | 2 березня 1981    | Обсерваторія Сайдинг-Спрінг         | Ш. Дж. Бас                                             |
| 4923 Кларк (Clarke)                 | 1981 EO27            | 2 березня 1981    | Обсерваторія Сайдинг-Спрінг         | Ш. Дж. Бас                                             |
| 4924 Хілтнер (Hiltner)              | 1981 EQ40            | 2 березня 1981    | Обсерваторія Сайдинг-Спрінг         | Ш. Дж. Бас                                             |
| 4925 Чжоушань (Zhoushan)            | 1981 XH2             | 3 грудня 1981     | Обсерваторія Цзицзіньшань           | Обсерваторія Червона Гора                              |
| 4926 Смоктуновський (Smoktunovskij) | 1982 ST6             | 16 вересня 1982   | КрАО                                | Черних Людмила Іванівна                                |
| 4927 О'Коннелл (O'Connell)          | 1982 UP2             | 21 жовтня 1982    | Обсерваторія Клеть                  | Зденька Ваврова                                        |
| 4928 Вермер (Vermeer)               | 1982 UG7             | 21 жовтня 1982    | КрАО                                | Карачкіна Людмила Георгіївна                           |
| 4929 Яматай (Yamatai)               | 1982 XV              | 13 грудня 1982    | Обсерваторія Кісо                   | Хірокі Косаї, Кіїтіро Фурукава                         |
| 4930 Рефилтим (Rephiltim)           | 1983 AO2             | 10 січня 1983     | Паломарська обсерваторія            | С. Сальярдс                                            |
| 4931 Томськ (Tomsk)                 | 1983 CN3             | 11 лютого 1983    | Обсерваторія Ла-Сілья               | Анрі Дебеонь, Джованні де Санктіс                      |
| 4932 Текстейп (Texstapa)            | 1984 EA1             | 9 березня 1984    | Станція Андерсон-Меса               | Браян Скіфф                                            |
| (4933) 1984 EN1                     | 1984 EN1             | 2 березня 1984    | Обсерваторія Ла-Сілья               | Анрі Дебеонь                                           |
| 4934 Ронаренджер (Rhoneranger)      | 1985 JJ              | 15 травня 1985    | Станція Андерсон-Меса               | Едвард Бовелл                                          |
| 4935 Маслачкова (Maslachkova)       | 1985 PD2             | 13 серпня 1985    | КрАО                                | Черних Микола Степанович                               |
| 4936 Бутаков (Butakov)              | 1985 UY4             | 22 жовтня 1985    | КрАО                                | Журавльова Людмила Василівна                           |
| 4937 Лінтотт (Lintott)              | 1986 CL1             | 1 лютого 1986     | Обсерваторія Ла-Сілья               | Анрі Дебеонь                                           |
| 4938 Пападопулос (Papadopoulos)     | 1986 CQ1             | 5 лютого 1986     | Обсерваторія Ла-Сілья               | Анрі Дебеонь                                           |
| 4939 Сковіл (Scovil)                | 1986 QL1             | 27 серпня 1986    | Обсерваторія Ла-Сілья               | Анрі Дебеонь                                           |
| 4940 Поленов (Polenov)              | 1986 QY4             | 18 серпня 1986    | КрАО                                | Карачкіна Людмила Георгіївна                           |
| 4941 Яхаґі (Yahagi)                 | 1986 UA              | 25 жовтня 1986    | Тойота                              | Кендзо Судзукі, Такеші Урата                           |
| 4942 Мунро (Munroe)                 | 1987 DU6             | 24 лютого 1987    | Обсерваторія Ла-Сілья               | Анрі Дебеонь                                           |
| 4943 Лак д'Орієнт (Lac d'Orient)    | 1987 OQ              | 27 липня 1987     | Обсерваторія Верхнього Провансу     | Ерік Вальтер Ельст                                     |
| 4944 Козловський (Kozlovskij)       | 1987 RP3             | 2 вересня 1987    | КрАО                                | Черних Людмила Іванівна                                |
| 4945 Ікенозенні (Ikenozenni)        | 1987 SJ              | 18 вересня 1987   | Тойота                              | Кендзо Судзукі, Такеші Урата                           |
| 4946 Askalaphus                     | 1988 BW1             | 21 січня 1988     | Паломарська обсерваторія            | Керолін Шумейкер, Юджин Шумейкер                       |
| 4947 Ninkasi                        | 1988 TJ1             | 12 жовтня 1988    | Паломарська обсерваторія            | Керолін Шумейкер                                       |
| 4948 Хідеонісімура (Hideonishimura) | 1988 VF1             | 3 листопада 1988  | Обсерваторія Ніхондайра             | Обсерваторія Ніхондайра                                |
| 4949 Акасофу (Akasofu)              | 1988 WE              | 29 листопада 1988 | YGCO (станція Тійода)               | Такуо Кодзіма                                          |
| 4950 Хаус (House)                   | 1988 XO1             | 7 грудня 1988     | Паломарська обсерваторія            | Е. Гелін                                               |
| 4951 Івамото (Iwamoto)              | 1990 BM              | 21 січня 1990     | Обсерваторія Кані                   | Йосікане Мідзуно, Тошімата Фурута                      |
| 4952 Кібесіґемаро (Kibeshigemaro)   | 1990 FC1             | 26 березня 1990   | Обсерваторія Дінік                  | Ацуші Суґіе                                            |
| (4953) 1990 MU                      | 1990 MU              | 23 червня 1990    | Обсерваторія Сайдинг-Спрінг         | Роберт Макнот                                          |
| 4954 Eric                           | 1990 SQ              | 23 вересня 1990   | Паломарська обсерваторія            | Браян Роман                                            |
| 4955 Ґолд (Gold)                    | 1990 SF2             | 17 вересня 1990   | Паломарська обсерваторія            | Генрі Гольт                                            |
| 4956 Ноймер (Noymer)                | 1990 VG1             | 12 листопада 1990 | Обсерваторія Сайдинг-Спрінг         | Роберт Макнот                                          |
| 4957 Brucemurray                    | 1990 XJ              | 15 грудня 1990    | Паломарська обсерваторія            | Е. Гелін                                               |
| 4958 Веллніц (Wellnitz)             | 1991 NT1             | 13 липня 1991     | Паломарська обсерваторія            | Генрі Гольт                                            |
| 4959 Ніїноама (Niinoama)            | 1991 PA1             | 15 серпня 1991    | Станція JCPM Якіїмо                 | Акіра Наторі, Такеші Урата                             |
| 4960 Майо (Mayo)                    | 4657 P-L             | 24 вересня 1960   | Паломарська обсерваторія            | К. Й. ван Гаутен, І. ван Гаутен-Ґроневельд, Т. Герельс |
| 4961 Тімгердер (Timherder)          | 1958 TH1             | 8 жовтня 1958     | Ловеллівська обсерваторія           | Обсерваторія Ловелла                                   |
| 4962 Вечерка (Vecherka)             | 1973 TP              | 1 жовтня 1973     | КрАО                                | Смирнова Тамара Михайлівна                             |
| 4963 Канроку (Kanroku)              | 1977 DR1             | 18 лютого 1977    | Обсерваторія Кісо                   | Хірокі Косаї, Кіїтіро Фурукава                         |
| 4964 Коуровка (Kourovka)            | 1979 OD15            | 21 липня 1979     | КрАО                                | Черних Микола Степанович                               |
| 4965 Такеда (Takeda)                | 1981 EP28            | 6 березня 1981    | Обсерваторія Сайдинг-Спрінг         | Ш. Дж. Бас                                             |
| 4966 Едолсен (Edolsen)              | 1981 EO34            | 2 березня 1981    | Обсерваторія Сайдинг-Спрінг         | Ш. Дж. Бас                                             |
| 4967 Ґлія (Glia)                    | 1983 CF1             | 11 лютого 1983    | Станція Андерсон-Меса               | Норман Томас                                           |
| 4968 Сьюзамур (Suzamur)             | 1986 PQ              | 1 серпня 1986     | Паломарська обсерваторія            | Е. Гелін                                               |
| 4969 Лоуренс (Lawrence)             | 1986 TU              | 4 жовтня 1986     | Паломарська обсерваторія            | Е. Гелін                                               |
| 4970 Друян (Druyan)                 | 1988 VO2             | 12 листопада 1988 | Паломарська обсерваторія            | Е. Гелін                                               |
| 4971 Хосінохіроба (Hoshinohiroba)   | 1989 BY              | 30 січня 1989     | Обсерваторія Кітамі                 | Тецуя Фудзі, Кадзуро Ватанабе                          |
| 4972 Пахельбель (Pachelbel)         | 1989 UE7             | 23 жовтня 1989    | Обсерваторія Карла Шварцшильда      | Ф. Бернґен                                             |
| 4973 Сьова (Showa)                  | 1990 FT              | 18 березня 1990   | Обсерваторія Кітамі                 | Кін Ендате, Кадзуро Ватанабе                           |
| 4974 Елфорд (Elford)                | 1990 LA              | 14 червня 1990    | Обсерваторія Сайдинг-Спрінг         | Роберт Макнот                                          |
| 4975 Домото (Dohmoto)               | 1990 SZ1             | 16 вересня 1990   | Обсерваторія Кітамі                 | Тецуя Фудзі, Кадзуро Ватанабе                          |
| 4976 Чукьончол (Choukyongchol)      | 1991 PM              | 9 серпня 1991     | Станція JCPM Саппоро                | Кадзуро Ватанабе                                       |
| 4977 Раутгундіс (Rauthgundis)       | 2018 P-L             | 24 вересня 1960   | Паломарська обсерваторія            | К. Й. ван Гаутен, І. ван Гаутен-Ґроневельд, Т. Герельс |
| 4978 Зайтц (Seitz)                  | 4069 T-2             | 29 вересня 1973   | Паломарська обсерваторія            | К. Й. ван Гаутен, І. ван Гаутен-Ґроневельд, Т. Герельс |
| 4979 Отавара (Otawara)              | 1949 PQ              | 2 серпня 1949     | Обсерваторія Гейдельберг-Кеніґштуль | К. В. Райнмут                                          |
| 4980 Магомаєв (Magomaev)            | 1974 SP1             | 19 вересня 1974   | КрАО                                | Черних Людмила Іванівна                                |
| 4981 Синявська (Sinyavskaya)        | 1974 VS              | 12 листопада 1974 | КрАО                                | Черних Людмила Іванівна                                |
| 4982 Бартіні (Bartini)              | 1977 PE1             | 14 серпня 1977    | КрАО                                | Микола Черних                                          |
| 4983 Шроетерія (Schroeteria)        | 1977 RD7             | 11 вересня 1977   | КрАО                                | Черних Микола Степанович                               |
| 4984 Патрікміллер (Patrickmiller)   | 1978 VU10            | 7 листопада 1978  | Паломарська обсерваторія            | Е. Гелін, Ш. Дж. Бас                                   |
| 4985 Fitzsimmons                    | 1979 QK4             | 23 серпня 1979    | Обсерваторія Ла-Сілья               | Клаес-Інґвар Лаґерквіст                                |
| 4986 Осіпова (Osipovia)             | 1979 SL7             | 23 вересня 1979   | КрАО                                | Черних Микола Степанович                               |
| 4987 Фламстід (Flamsteed)           | 1980 FH12            | 20 березня 1980   | Пертська обсерваторія               | Пертська обсерваторія                                  |
| 4988 Чушуго (Chushuho)              | 1980 VU1             | 6 листопада 1980  | Обсерваторія Цзицзіньшань           | Обсерваторія Червона Гора                              |
| 4989 Джоґолдштейн (Joegoldstein)    | 1981 DX1             | 28 лютого 1981    | Обсерваторія Сайдинг-Спрінг         | Ш. Дж. Бас                                             |
| 4990 Тромбка (Trombka)              | 1981 ET26            | 2 березня 1981    | Обсерваторія Сайдинг-Спрінг         | Ш. Дж. Бас                                             |
| 4991 Гансзюсс (Hansuess)            | 1981 EU29            | 1 березня 1981    | Обсерваторія Сайдинг-Спрінг         | Ш. Дж. Бас                                             |
| 4992 Кальман (Kalman)               | 1982 UX10            | 25 жовтня 1982    | КрАО                                | Журавльова Людмила Василівна                           |
| 4993 Коссард (Cossard)              | 1983 GR              | 11 квітня 1983    | Обсерваторія Ла-Сілья               | Анрі Дебеонь, Джованні де Санктіс                      |
| 4994 Кісала (Kisala)                | 1983 RK3             | 1 вересня 1983    | Обсерваторія Ла-Сілья               | Анрі Дебеонь                                           |
| 4995 Ґріффін (Griffin)              | 1984 QR              | 28 серпня 1984    | Паломарська обсерваторія            | Стівен Свонсон                                         |
| 4996 Вейсберг (Veisberg)            | 1986 PX5             | 11 серпня 1986    | КрАО                                | Карачкіна Людмила Георгіївна                           |
| 4997 Ксана (Ksana)                  | 1986 TM              | 6 жовтня 1986     | КрАО                                | Карачкіна Людмила Георгіївна                           |
| 4998 Кабасіма (Kabashima)           | 1986 VG              | 5 листопада 1986  | Тойота                              | Кендзо Судзукі, Такеші Урата                           |
| 4999 МРС (MPC)                      | 1987 CJ              | 2 лютого 1987     | Обсерваторія Ла-Сілья               | Ерік Вальтер Ельст                                     |
| 5000 IAU                            | 1987 QN7             | 23 серпня 1987    | Паломарська обсерваторія            | Е. Гелін                                               |

| Астероїди 1—10000 → |           |           |           |           |           |           |           |           |            |
| 1—100               | 1001—1100 | 2001—2100 | 3001—3100 | 4001—4100 | 5001—5100 | 6001—6100 | 7001—7100 | 8001—8100 | 9001—9100  |
| 101—200             | 1101—1200 | 2101—2200 | 3101—3200 | 4101—4200 | 5101—5200 | 6101—6200 | 7101—7200 | 8101—8200 | 9101—9200  |
| 201—300             | 1201—1300 | 2201—2300 | 3201—3300 | 4201—4300 | 5201—5300 | 6201—6300 | 7201—7300 | 8201—8300 | 9201—9300  |
| 301—400             | 1301—1400 | 2301—2400 | 3301—3400 | 4301—4400 | 5301—5400 | 6301—6400 | 7301—7400 | 8301—8400 | 9301—9400  |
| 401—500             | 1401—1500 | 2401—2500 | 3401—3500 | 4401—4500 | 5401—5500 | 6401—6500 | 7401—7500 | 8401—8500 | 9401—9500  |
| 501—600             | 1501—1600 | 2501—2600 | 3501—3600 | 4501—4600 | 5501—5600 | 6501—6600 | 7501—7600 | 8501—8600 | 9501—9600  |
| 601—700             | 1601—1700 | 2601—2700 | 3601—3700 | 4601—4700 | 5601—5700 | 6601—6700 | 7601—7700 | 8601—8700 | 9601—9700  |
| 701—800             | 1701—1800 | 2701—2800 | 3701—3800 | 4701—4800 | 5701—5800 | 6701—6800 | 7701—7800 | 8701—8800 | 9701—9800  |
| 801—900             | 1801—1900 | 2801—2900 | 3801—3900 | 4801—4900 | 5801—5900 | 6801—6900 | 7801—7900 | 8801—8900 | 9801—9900  |
| 901—1000            | 1901—2000 | 2901—3000 | 3901—4000 | 4901—5000 | 5901—6000 | 6901—7000 | 7901—8000 | 8901—9000 | 9901—10000 |